# Propst (Familienname)
Propst ist ein Familienname. Zu Herkunft und Bedeutung siehe Probst.

## Namensträger
- Fritz Propst (1916–2014), österreichischer Widerstandskämpfer
- Hanns Propst (1927–2009), österreichischer Radsportautor und Radrennfahrer
- Herbert Propst (1928–1997), österreichischer Schauspieler